# American Journal of Archaeology
American Journal of Archaeology az Egyesült Államok régészetének kiemelkedő szakfolyóirata, amely 1897-től jelenik meg folyamatosan az Amerikai Régészeti Intézet gondozásában. Elődje az 1885-től megjelenő American Journal of Archaeology and of the History of the Fine Arts volt. Fő témái a Közel-Kelet, klasszikus régészet és egyéb társtudományágak. 

## Főszerkesztői
- Naomi Norman

## Külső hivatkozások
- American Journal of Archaeology weboldala
- JSTOR archive of The American Journal of Archaeology and of the History of the Fine Arts 1885-1896
- JSTOR archive 1897-től